# Lamine Koné
Lamine-Gueye Koné, känd som endast Lamine Koné, född 1 februari 1989 i Paris, är en franskfödd ivoriansk fotbollsspelare som spelar för Lausanne-Sport och Elfenbenskustens landslag. Han har tidigare representerat Frankrikes U17, U18, U19 och U20-landslag.

## Karriär
Den 1 augusti 2018 lånades Koné ut till Strasbourg på ett låneavtal över säsongen 2018/2019. Den 1 juni 2019 blev det klart med en permanent övergång till Strasbourg för Koné.
Den 8 november 2021 gick Koné på fri transfer till Lausanne-Sport.